# Peter Stollery
Peter Alan Stollery (né le 29 novembre 1935) est un parlementaire et homme d’affaires canadien.

## Biographie
Les Stollery, une vieille famille de Yorkville, possédaient une mercerie réputée, Frank Stollery’s, inaugurée en 1901 au centre-ville de Toronto. Peter Stollery, petit-fils du fondateur, y a travaillé à différentes époques sur une période de 24 ans, d’abord à titre de spécialiste en accessoires vestimentaires puis comme gérant, de 1965 à 1968, après le décès subit de son père, Alan Stollery. Son attachement à ses racines expliquent sa désignation au Sénat du Canada à titre de sénateur de « Bloor et Yonge », qui correspond à l’adresse de la boutique.
Avant son entrée en politique, Stollery a par ailleurs été enseignant en Algérie et rédacteur touristique pour la revue Maclean's. Il a également travaillé comme chauffeur de taxi à Toronto.

## Carrière au Parlement
Peter Stollery a d’abord été élu à la Chambre des communes du Canada à titre de candidat libéral lors de l’élection de 1972 dans la circonscription de Spadina (Toronto). Il a alors défait le député siégeant Perry Ryan, qui avait quitté le Parti libéral pour joindre les rangs du Parti progressiste-conservateur. Stollery a été réélu en 1974, en 1979 et en 1980. Au cours de ses mandats, il a assumé la présidence du caucus libéral (1976-1978), puis la charge de secrétaire parlementaire du Secrétaire d’État et du ministre des Communications (1980-1981). En 1981, Stollery a été nommé au Sénat du Canada sur la recommandation du premier ministre Pierre Elliott Trudeau. Ce dernier souhaitait libérer le siège de Spadina pour que son adjoint James Coutts puisse se faire élire lors d’une élection complémentaire. Cependant, les électeurs se sont révoltés et Coutts a été défait par le Néo-Démocrate Dan Heap, dans ce qui était pourtant un château-fort libéral.
Au Sénat, Stollery a siégé à plusieurs comités. Son intérêt marqué pour les affaires internationales et l’aide humanitaire l’a amené à prendre part à de nombreuses missions à l’étranger et à assumer la présidence du Comité permanent des affaires étrangères et du commerce international (1999-2007), dont il est aujourd'hui vice-président. 
Peter Stollery a aussi collaboré à l’Union interparlementaire. Il est associé de la Royal Geographical Society et membre du National Liberal Club de Londres.
Au moment de sa retraite obligatoire en novembre 2010, il aura siégé plus de 38 ans au Parlement, dont 29 au Sénat.